# Liang Geliang
Liang Geliang är en kinesisk bordtennisspelare.
Vid världsmästerskapen i bordtennis 1973 i Sarajevo tog han VM-silver i herrlag.
Två år senare vid världsmästerskapen i bordtennis 1975 i Calcutta tog han VM-guld i mixeddubbel och VM-guld i herrlag.